# Централни Источни Алпи
Централни Источни Алпи (енгл. Central Eastern Alps), такође познати као аустријски Централни Алпи или само Централни Алпи су планински венац Источних Алпа у Аустрији и суседним регионима Швајцарске, Лихтенштајна, Италије и Словеније.
Израз Централни Алпи веома је чест у географији Аустрије, као једног од седам главних пејзажних региона земље. Централни Источни Алпи се обично користе у класификацији. Централни Алпи чине источни део алпског раскола, његов средишњи венац планина.
Највиша планина аустријских централних Алпи је Гросглокнер са висином од 3.798 m.

## Локација
Централни Алпи имају највише врхове Источних Алпа и налазе се између Северних и Јужних кречњачких Алпа, од чега се разликују у геолошком саставу.
Израз Централни Источни Алпи такође се може ширим значењем односити на веће подручје Источних Алпа, углавном у Аустрији, које се протеже од подножја Бергамаских Алпа на језеру Комо и бернинског венца у кантону Граубинден на истоку Швајцарске уз лихтенштајнску обалу Рајне на западу до нижих рта источно од реке Муре, у Штајерској. Долина реке Ин означава њихову северну границу, а река Драва њихову јужну границу. 

## Централни Алпи као главни пејзажни крај Аустрије
У Аустрији се Источни Алпи деле на северне, зону Граувака, централне и јужне Алпе. 
Централни и Јужни Алпи међусобно су одвојени Добијаком, Дравом, Клагенфуртом и Межом.

## Геоморфологија
Венац има највише врхове у Источним Алпима и најглавнији је Ледник. У прелазној зони, између Источних и Западних Алпа, њени врхови јасно доминирају над регионом према западу. На ободу, међутим, постоје и мање високи, често мање робусни планински венци.
Источни Алпи су одвојенини од Западних Алпа Боденским језером и језером Комо.

## Геологија
Централни део Алпа састоји се углавном од гнајса и аргилошиста, са изузетком Високих Тауерна који се углавном састоје од јура и кречњака. 
Источни Алпи показују активни вулканизам (на пример у Штајерском подручју), терцијар Панонске низије.

## Класификација
| Број | Име                      | Мапа | Земља                           | Највиша планина  | Висина (m) | Слика                      |
| ---- | ------------------------ | ---- | ------------------------------- | ---------------- | ---------- | -------------------------- |
| 25   | Ратикон                  |      | Швајцарска Аустрија Лихтенштајн | Шезаплана        | 2.964      | Шезаплана (2,964 m)        |
| 26   | Силвретске Алпе          |      | Швајцарска Аустрија             | Пиц Линард       | 3.411      | Пиц Линард (3,411 m)       |
| 27   | Самнаунске Алпе          |      | Аустрија Швајцарска             | Мутлер           | 3.294      | Мутлер                     |
| 28   | Вервалске Алпе           |      | Аустрија                        | Хоер Рифлер      | 3.168      | Хоер Рифлер (3,168 m)      |
| 29   | Сесвенске Алпе           |      | Швајцарска Италија Аустрија     | Пиц Сезвена      | 3.204      | Пиц Сезвена (3,204 m)      |
| 30   | Ецталске Алпе            |      | Аустрија Италија                | Вилдшпице        | 3.768      | Видспитзе (3,768 m)        |
| 31   | Стубаи Алпе              |      | Аустрија Италија                | Цукерхитл        | 3.507      | Цукерхитл (3,507 m)        |
| 32   | Сарнталске Алпе          |      | Италија                         | Хирзер           | 2.781      | Хирзер (2,781 m, links)    |
| 33   | Туск Алпи                |      | Аустрија                        | Лизумер Рецкнер  | 2.884      | Лизумер Рецкнер (2,884 m)  |
| 34   | Кицбилске Алпе           |      | Аустрија                        | Кројцјох         | 2.558      | Кројцјох (2,558 m)         |
| 35   | Зилерталске Алпе         |      | Аустрија                        | Хохфајлер        | 3.510      | Хохфајлер (3,510 m)        |
| 36   | Венедигерска група       |      | Аустрија                        | Гросвенедигер    | 3.666      | Гросвенедигер (3,666 m)    |
| 37   | Ризерфернрска група      |      | Италија Аустрија                | Колалто          | 3.436      | Колалто (3,436 m)          |
| 38   | Вилгратенске планине     |      | Аустрија Италија                |                  | 2.962      | (2,962 m, links)           |
| 39   | Гранатспитска група      |      | Аустрија                        | Гросер планина   | 3.232      | Гросер планина (3,232 m)   |
| 40   | Глокнер група            |      | Аустрија                        | Гросглокнер      | 3.798      | Гросглокнер (3,798 m)      |
| 41   | Шобер група              |      | Аустрија                        | Пецек            | 3.283      | Петзек (3,283 m)           |
| 42   | Голдберг група           |      | Аустрија                        | Хохарн           | 3.254      | Хоцхарн (3,254 m)          |
| 43   | Креузек група            |      | Аустрија                        | Молталер Полиник | 2.784      | Молталер Полиник (2,784 m) |
| 44   | Анкогел група            |      | Аустрија                        | Хохалмшпице      | 3.360      | Хохалмшпице (3,360 m)      |
| 45a  | Радстадт Тауерн          |      | Аустрија                        | Веисек           | 2.711      | Веисек (2,711 m)           |
| 45b  | Шладминг Тауерн          |      | Аустрија                        | Хохголинг        | 2.862      | Хохголинг (2,862 m)        |
| 45d  | Секау Тауерн             |      | Аустрија                        | Гајерхаут        | 2.417      | Геиерхаут (2,417 m)        |
| 46a  | Гуркталске Алпе          |      | Аустрија                        | Ајзенхут         | 2.441      | Еисенхут (2,441 m)         |
| 46b  | Лаванталске Алпе         |      | Аустрија Словенија              | Цирбицкогел      | 2.396      | Цирбицкогел (2,396 m)      |
| 47   | Преалпс, источно од Мура |      | Аустрија                        | Штулек           | 1.782      | Стухлек (1,782 m)          |

Централни Источни Алпи, такође, обухватају опсеге западно источних Алпи, према класификацији, које геолошки припадају јужним Алпима:
| Број | Име                   | Мапа | Земља              | Највиша планина | Висина (m) | Слика                    |
| ---- | --------------------- | ---- | ------------------ | --------------- | ---------- | ------------------------ |
| 63   | Плесурске Алпе        |      | Швајцарска         | Арозер Ротхорн  | 2.980      | Арозер Ротхорн (2,980 m) |
| 64   | Оберхалбштајнске Алпе |      | Швајцарска Италија | Пиз Плата       | 3.392      | Пиз Плата (3,392 m)      |
| 65   | Албуланске Алпе       |      | Швајцарска         | Пиц Кеш         | 3.418      | Пиц Кеш (3,418 m)        |
| 66   | Бернинска група       |      | Италија Швајцарска | Бернина         | 4.049      | Бернина (4,049 m)        |
| 67   | Ливигнске Алпе        |      | Италија Швајцарска | енгл.           | 3.439      | енгл. Cima de’ Piazzi (3,439 m)          |
| 68   | енгл.                 |      | Италија            | Пицо Кока       | 3.052      | Пицо Кока (3,052 m)      |